# Портрет Сергея Фёдоровича Желтухина
«Портрет Сергея Фёдоровича Желтухина» — картина Джорджа Доу и его мастерской из Военной галереи Зимнего дворца.
Картина представляет собой погрудный портрет генерал-майора Сергея Фёдоровича Желтухина из состава Военной галереи Зимнего дворца.
С начала Отечественной войны 1812 года генерал-майор Желтухин был шефом 45-го егерского полка и командовал 3-й бригадой 22-й пехотной дивизии, отличился в сражении на Березине. В Заграничных походах 1813—1814 годов сражался в Саксонии, в Битве народов под Лейпцигом был ранен, отличился в сражении под Лаоном и при взятии Парижа.
Изображён в генеральском мундире, введённом для пехотных генералов 7 мая 1817 года. Слева на груди звезда ордена Св. Анны 1-й степени; на шее крест ордена Св. Владимира 2-й степени; по борту мундира кресты прусских орденов Красного орла 2-й степени и Пур ле мерит; справа на груди крест ордена Св. Георгия 4-го класса, серебряная медаль «В память Отечественной войны 1812 года» на Андреевской ленте, крест шведского Военного ордена Меча 4-й степени и звезда ордена Св. Владимира 2-й степени. Подпись на раме: С. Ѳ. Желтухинъ 1й, Генералъ Маiоръ.
7 августа 1820 года Комитетом Главного штаба по аттестации Желтухин был включён в список «генералов, заслуживающими быть написанными в галерею» и 11 ноября 1821 года император Александр I приказал написать его портрет. Гонорар Доу был выплачен 1 июля 1822 года. Готовый портрет был принят в Эрмитаж 7 с ентября 1825 года. Поскольку орденом Св. Георгия 4-го класса, присутствующем на портрете, Желтухин был награждён 6 июня 1821 года, а 14 декабря 1823 года ему были пожалованы алмазные знаки ордена Св. Анны 1-й степени, отсутствующие на картине (Е. П. Ренне ошибочно идентифицирует этот орден как имеющий алмазные украшения), то портрет следует считать исполненным между этими датами.
В мастерской К. Крайя по рисунку И. А. Клюквина с портрета была сделана датированная 1848 годом литография, опубликованная в книге «Император Александр I и его сподвижники» и впоследствии неоднократно репродуцированная.